# Сату-Марська дієцезія

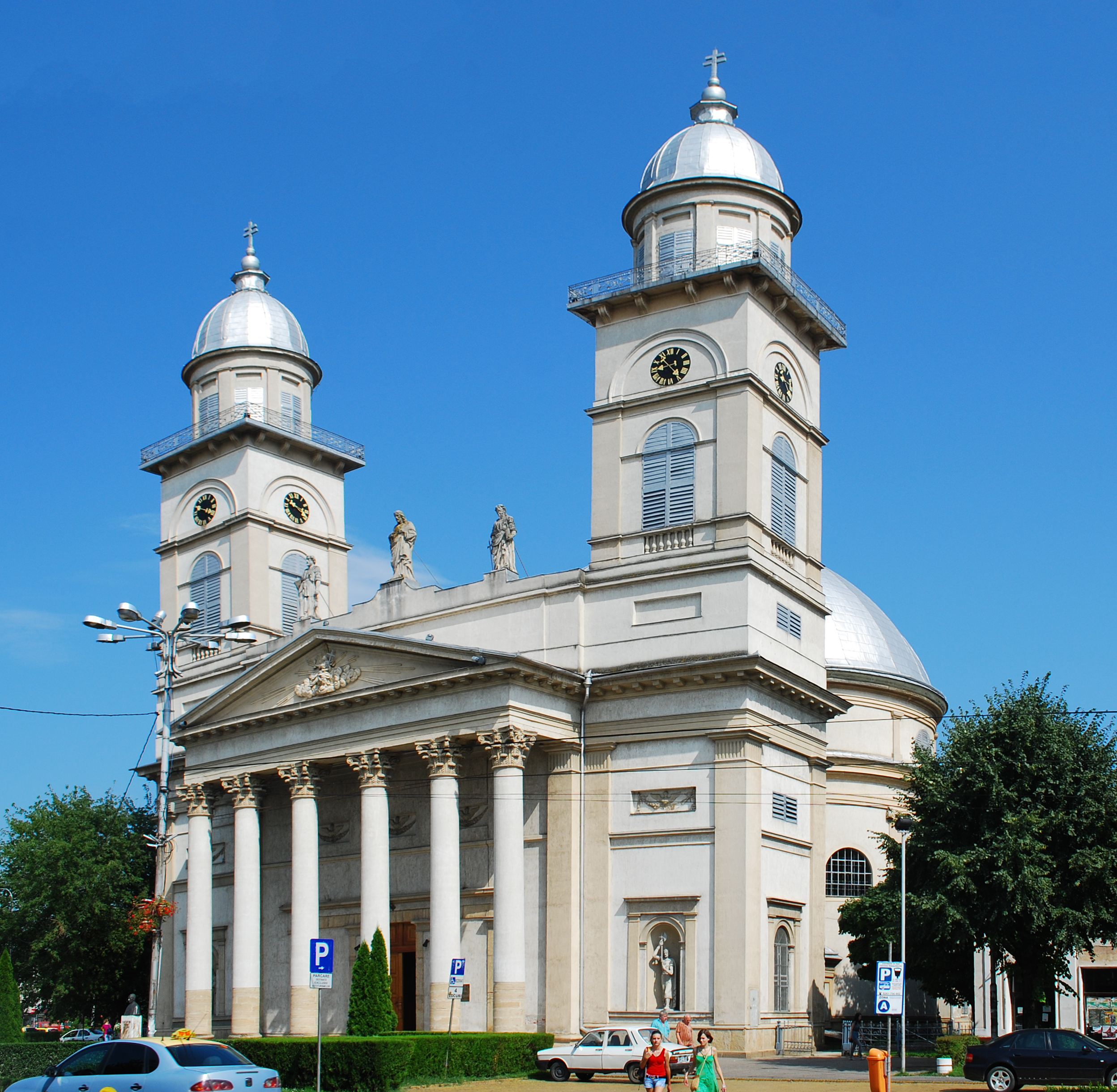
Собор Вознесіння Господнього

Єпархія Сату-Маре (лат. Dioecesis Satmariensis, угор. Szatmári Római Katolikus Egyházmegye, рум. Dieceza Romano-Catolică de Satu Mare) — католицька єпархія латинського обряду з центром у місті Сату-Маре, Румунія. Більшість парафіян — етнічні угорці і німці.

## Історія
Єпархія Сатмара (угорське ім'я міста) була заснована в 1804 році. У той час територія єпархії входила до складу Королівства Угорщина і покривала істотно більшу територію, ніж тепер. Після першої світової війни — у складі Румунії.
У 1948 році єпархія була ліквідована, а її територія приєднана до єпархії Орадя. 18 жовтня 1982 року єпархія Сату-Маре відтворена.
Єпархія об'єднує парафії Сату-Маре та Мармарош. З 2003 року єпархію очолює єпископ Єні Шенбергер. Кафедральний собор єпархії — Собор Вознесіння Господнього. За даними на 2010 рік єпархія налічувала 63 450 віруючих, 48 парафій і 61 священика.